# Liga Leumit 2009/10
Die Liga Leumit 2009/10 war die elfte Spielzeit als der nur noch zweithöchsten israelischen Fußballliga. Sie begann am 21. August 2009 und endete am 15. Mai 2010.

## Vereine
| Verein                      | Stadt           | Vorsaison |
| --------------------------- | --------------- | --------- |
| Hapoel Ironi Kirjat Schmona | Kirjat Schmona  | 1. Liga   |
| Hakoah Amidar Ramat Gan     | Ramat Gan       | 1. Liga   |
| Maccabi Herzlia             | Herzlia         | 2. Liga   |
| Hapoel Jerusalem            | Jerusalem       | 2. Liga   |
| Hapoel Kfar Saba            | Kfar Saba       | 2. Liga   |
| Hapoel Bnei Lod             | Lod             | 2. Liga   |
| Hapoel Ironi HaScharon      | Ramat haScharon | 2. Liga   |
| Hapoel Aschkelon            | Aschkelon       | 3. Liga   |
| Maccabi Ironi Bat Jam       | Bat Jam         | 3. Liga   |
| Hapoel Marmorek             | Rechovot        | 3. Liga   |
| Hapoel Nazareth Illit       | Nazareth Illit  | 3. Liga   |
| Sekzia Nes Ziona            | Nes Ziona       | 3. Liga   |
| Hapoel Ironi Rischon LeZion | Rischon LeZion  | 3. Liga   |
| Beitar Shimshon Tel Aviv    | Tel Aviv        | 3. Liga   |
| FC Ahva Arraba              | Arraba          | 4. Liga   |
| Maccabi Be’er Scheva        | Be’er Scheva    | 4. Liga   |

## Vorrunde
Es wurde mit Saisonbeginn ein neues Ligaformat eingeführt. Zuerst spielten die 16 Teams in einer einfach Hin- und Rückrunde eine Vorrunde. Dann wurde die Liga geteilt, wobei jede Gruppe eine einfache Runde spielte. Die Punkte aus der Vorrunde wurden dabei halbiert, wobei bei ungerader Punkteanzahl aufgerundet wurde.
- Die ersten sechs Mannschaften spielten um den Aufstieg in die Ligat ha’Al 2010/11.
- Die Teams auf den Plätzen sieben bis zehn spielten um die Platzierungen.
- Die sechs schlechtesten Teams spielten um den Klassenerhalt bzw. den Relegationsplatz.

Tabelle:
| Pl. | Verein                          | Sp. | S  | U  | N  | Tore    | Diff. | Punkte |
| --- | ------------------------------- | --- | -- | -- | -- | ------- | ----- | ------ |
| 1.  | Hapoel Ironi Kirjat Schmona (A) | 30  | 18 | 8  | 4  | 043:200 | +23   | 62     |
| 2.  | Hapoel Kfar Saba                | 30  | 14 | 9  | 7  | 047:370 | +10   | 51     |
| 3.  | Sekzia Nes Ziona (N)            | 30  | 11 | 14 | 5  | 033:210 | +12   | 47     |
| 4.  | Hapoel Ironi HaScharon          | 30  | 12 | 10 | 8  | 044:270 | +17   | 46     |
| 5.  | Maccabi Ironi Bat Jam (N)       | 30  | 13 | 6  | 11 | 035:290 | +6    | 45     |
| 6.  | Hapoel Aschkelon (N)            | 30  | 11 | 11 | 8  | 041:350 | +6    | 44     |
| 7.  | Hapoel Nazareth Illit (N)       | 30  | 10 | 13 | 7  | 034:230 | +11   | 43     |
| 8.  | FC Ahva Arraba (N)              | 30  | 12 | 8  | 10 | 035:320 | +3    | 44     |
| 9.  | Hapoel Ironi Rischon LeZion (N) | 30  | 11 | 7  | 12 | 035:280 | +7    | 40     |
| 10. | Maccabi Herzlia                 | 30  | 10 | 10 | 10 | 028:240 | +4    | 40     |
| 11. | Hapoel Bnei Lod                 | 30  | 9  | 12 | 9  | 031:300 | +1    | 39     |
| 12. | Hakoah Amidar Ramat Gan (A)     | 30  | 9  | 11 | 10 | 036:390 | −3    | 38     |
| 13. | Maccabi Be’er Scheva (N)        | 30  | 11 | 3  | 16 | 037:490 | −12   | 36     |
| 14. | Beitar Shimshon Tel Aviv (N)    | 30  | 7  | 12 | 11 | 027:420 | −15   | 33     |
| 15. | Hapoel Jerusalem                | 30  | 5  | 8  | 17 | 035:610 | −26   | 23     |
| 16. | Hapoel Marmorek (N)             | 30  | 2  | 8  | 20 | 019:630 | −44   | 14     |

Platzierungskriterien: 1. Punkte – 2. Tordifferenz – 3. Siege – 4. geschossene Tore – 5. Direkter Vergleich (Punkte, Tordifferenz, geschossene Tore) – 6. Play-off-Spiel
| (A) | Absteiger aus der Liga Leumit 2008/09 |
| (N) | Neuaufsteiger der letzten Saison      |

## Aufstiegsrunde
Die Vereine auf den Plätzen 1–6 nach der Vorrunde spielten im Anschluss um den Aufstieg. Dabei wurden die erreichten Punkte aus den 30 Vorrundenspiele halbiert und aufgerundet. Zwischen den sechs Teams wurde eine Einfachrunde ausgetragen. Die drei bestplatzierten Vereine der Vorrunde erhielten dabei ein Heimspiel mehr als die anderen drei. Nach Abschluss der Runde stiegen die beiden besten Mannschaften direkt in die Ligat ha’Al auf. Der Drittplatzierte spielte in einem Relegationsspiel gegen den 14. der Ligat ha’Al um den Aufstieg.

### Abschlusstabelle
| Pl. | Verein                          | Sp. | S  | U  | N  | Tore    | Diff. | Punkte |
| --- | ------------------------------- | --- | -- | -- | -- | ------- | ----- | ------ |
| 1.  | Hapoel Ironi Kirjat Schmona (A) | 35  | 21 | 9  | 5  | 051:220 | +29   | 41     |
| 2.  | Hapoel Aschkelon (N)            | 35  | 15 | 11 | 9  | 047:420 | +5    | 34     |
| 3.  | Hapoel Kfar Saba                | 35  | 16 | 9  | 10 | 056:470 | +9    | 32     |
| 4.  | Sekzia Nes Ziona (N)            | 35  | 13 | 15 | 7  | 045:290 | +16   | 31     |
| 5.  | Hapoel Ironi HaScharon          | 35  | 13 | 11 | 11 | 050:370 | +13   | 27     |
| 6.  | Maccabi Ironi Bat Jam (N)       | 35  | 14 | 7  | 14 | 043:410 | +2    | 27     |

Platzierungskriterien: 1. Punkte – 2. Tordifferenz – 3. Siege – 4. geschossene Tore – 5. Direkter Vergleich (Punkte, Tordifferenz, geschossene Tore) – 6. Play-off-Spiel
| (A) | Absteiger aus der Liga Leumit 2008/09 |
| (N) | Neuaufsteiger der letzten Saison      |

## Platzierungsrunde
Die Vereine auf den Plätzen 7–10 nach der Vorrunde bestritten im Anschluss Platzierungsspiele. Dabei wurden die in der Vorrunde erreichten Punkte halbiert und aufgerundet. Zwischen den vier Teams wurde eine Einfachrunde ausgetragen.

### Abschlusstabelle
| Pl. | Verein                          | Sp. | S  | U  | N  | Tore    | Diff. | Punkte |
| --- | ------------------------------- | --- | -- | -- | -- | ------- | ----- | ------ |
| 7.  | Hapoel Nazareth Illit (N)       | 33  | 12 | 14 | 7  | 038:240 | +14   | 29     |
| 8.  | Hapoel Ironi Rischon LeZion (N) | 33  | 13 | 7  | 13 | 039:310 | +8    | 26     |
| 9.  | FC Ahva Arraba (N)              | 33  | 12 | 9  | 12 | 037:370 | ±0    | 23     |
| 10. | Maccabi Herzlia                 | 33  | 10 | 12 | 11 | 031:280 | +3    | 22     |

Platzierungskriterien: 1. Punkte – 2. Tordifferenz – 3. Siege – 4. geschossene Tore – 5. Direkter Vergleich (Punkte, Tordifferenz, geschossene Tore) – 6. Play-off-Spiel
| (N) | Neuaufsteiger der letzten Saison |

## Abstiegsrunde
Die Vereine auf den Plätzen 11–16 nach der Vorrunde spielten im Anschluss gegen den Abstieg. Dabei wurden die in der Vorrunde erreichten Punkte halbiert und aufgerundet. Zwischen den sechs Teams wurde eine Einfachrunde ausgetragen. Die drei Vereine, die die Plätze 11–13 in der Vorrunde belegten erhielten dabei ein Heimspiel mehr als die anderen drei. Nach Abschluss der Runde stiegen die Mannschaften auf den Rängen 15 und 16 in die drittklassige Liga Alef ab. Das drittletzte Team musste gegen den Relegationssieger der Liga Alef ein Relegationsspiel austragen.

### Abschlusstabelle
| Pl. | Verein                       | Sp. | S  | U  | N  | Tore    | Diff. | Punkte |
| --- | ---------------------------- | --- | -- | -- | -- | ------- | ----- | ------ |
| 11. | Hakoah Amidar Ramat Gan (A)  | 35  | 11 | 14 | 10 | 044:420 | +2    | 28     |
| 12. | Beitar Shimshon Tel Aviv (N) | 35  | 10 | 13 | 12 | 031:470 | −16   | 27     |
| 13. | Hapoel Bnei Lod              | 35  | 10 | 15 | 10 | 037:340 | +3    | 26     |
| 14. | Maccabi Be’er Scheva (N)     | 35  | 12 | 6  | 17 | 042:530 | −11   | 24     |
| 15. | Hapoel Jerusalem             | 35  | 6  | 11 | 18 | 040:660 | −26   | 18     |
| 16. | Hapoel Marmorek (N)          | 35  | 2  | 9  | 24 | 021:720 | −51   | 08     |

Platzierungskriterien: 1. Punkte – 2. Tordifferenz – 3. Siege – 4. geschossene Tore – 5. Direkter Vergleich (Punkte, Tordifferenz, geschossene Tore) – 6. Play-off-Spiel
| (A) | Absteiger aus der Liga Leumit 2008/09 |
| (N) | Neuaufsteiger der letzten Saison      |

## Relegation
Aufstieg
Der Dritte der zweiten Liga spielte gegen den 14. der ersten Liga, Hapoel Ramat Gan, um den Aufstieg.
Das Match fand am 22. Mai 2010 im Haberfeld Stadion in Rischon LeZion statt. Der Erstligist gewann. Demnach blieben beide Vereine in ihren jeweiligen Ligen.
|                  | Ergebnis |                  |
| ---------------- | -------- | ---------------- |
| Hapoel Ramat Gan | 1:0      | Hapoel Kfar Saba |

Abstieg
Der 14. der zweiten Liga spielte gegen den Relegationssieger der dritten Liga, Maccabi HaShikma Ramat Hen, um den Klassenerhalt. Das Match fand am 31. Mai 2010 statt. Maccabi Be’er Scheva gewann und konnte somit die Klasse halten.
|                      | Ergebnis |                            |
| -------------------- | -------- | -------------------------- |
| Maccabi Be’er Scheva | 2:0      | Maccabi HaShikma Ramat Hen |